# Мілан Марсетта
Мілан Марсетта (англ. Milan Marcetta, 19 вересня 1936, Кедемін — 18 вересня 2014, Вернон) — канадський хокеїст, що грав на позиції центрального нападника. Зіграв 54 матчі в Національній хокейній лізі. 

## Ігрова кар'єра
Професіональну хокейну кар'єру розпочав 1956 року. Протягом професіональної клубної ігрової кар'єри, яка тривала 18 років, захищав кольори команд «Торонто Мейпл-Ліфс» та «Міннесота Норт-Старс». У фінальній серії 1967 року в Торонто зіграв три матчі, проте отримав право, щоб його ім'я викарбували на Кубку Стенлі. Помер 18 вересня 2014 року на 78-у році життя.